# Арлан (спецподразделение МВД Казахстана)
Подразделение специального назначения «Арлан» (каз. Арлан — «Волк») — формирование специального назначения в составе МВД Республики Казахстан, предназначенное для борьбы против организованных преступных группировок. «Арлан» был образован 11 мая 1998 года, его отряды несут службу в Астане, Алма-Ате и во всех областных центрах Казахстана.

## Образование
В 1997 году президент Казахстана Нурсултан Назарбаев предложил принять комплекс мер по усилению борьбы против организованных преступных группировок. 11 мая 1998 года на боевое дежурство заступили первые бойцы подразделения специального назначения (ПСН) «Арлан», которое ныне входит в группу казахских отрядов специального назначения наряду с подразделениями спецназа Вооружённых сил Республики Казахстан и спецподразделением «Арыстан» КНБ Республики Казахстан. Первым командиром отряда стал Даулет Темырханов.

## Обязанности отряда
В задачи ПСН «Арлан» входят обеспечение специальных мероприятий криминальной полиции и борьба с организованной преступностью. В частности, отряд «Арлан» решает следующие задачи:
- поддержка проводимых оперативно-розыскных мероприятий и следственных действий, осмотр помещений;
- обнаружение мест возможной закладки взрывных устройств и предметов, идентификация всех видов взрывных устройств, их погрузка, вывоз и обезвреживание;
- задержание вооруженных преступников, членов бандформирований, террористических групп, а также лиц, совершивших тяжкие преступления или побег из пенитенциарного учреждения;
- освобождение захваченных в заложники людей;
- в исключительных случаях — ликвидация преступников, оказывающих вооруженное сопротивление.

По данным на 2013 год, к тому моменту «Арлан» провел множество спецопераций, не потеряв при исполнении служебных обязанностей ни одного своего сотрудника. К 2017 году «Арлан» принял участие в 11 тысячах операций, в ходе которых были задержаны 14 тысяч человек и освобождены сотни человек. Оперативниками было изъято немало единиц холодного и огнестрельного оружия, большой объём боеприпасов и наркотических средств. Среди проведённых операций 30 носили характер антитеррористических. «Арлан» также отвечает за обеспечение безопасности глав государств и официальных лиц во время их визитов в Астану: в частности, в 2017 году бойцы участвовали в мероприятиях по предотвращению угроз во время проведения международной выставки «ЭКСПО-2017».
18 июня 2023 года бойцы спецназа «Арлан» освободили в Астане семерых сотрудниц банка Kaspi Bank, которых удерживал в заложниках вооружённый мужчина: всех заложников освободили после штурма полиции, никто не пострадал.

## Снаряжение и обучение
Бойцы ПСН «Арлан» хорошо экипированы по сравнению с рядовыми подразделениями полиции Республики Казахстан. Значительная часть тренировочного процесса связана с антитеррором: бойцы участвуют в тактических занятиях; отрабатывают практические навыки стрельбы в случае, когда преступники превращают заложников в «живой щит»; работают с психологом. Оперативников обучают владению любым видом оружия и рукопашному бою. Для поддержания физической готовности они регулярно оттачивают свои навыки на полосе препятствий. Тренировки проходят в полном обмундировании даже в условиях сильной жары.
Почти все сотрудники отряда имеют разряд по боевым видам единоборств; они неоднократно становились призерами гарнизонных, городских, республиканских чемпионатов, чемпионатов МВД РК и международных соревнований. В 2013 году по случаю 15-летия отряда в Астане состоялись показательные выступления с демонстрацией действий оперативников при освобождении заложников и обезвреживании террористов. Долгое время новички «Арлана» проводили спарринг-бои с опытными бойцами в жёсткой форме, однако после двух ЧП, когда в результате подобных боёв погибли два новичка «Арлана» и спецназа ГРУ Казахстана, подобная практика была запрещена (подобные случаи происходили и в спецподразделении МВД «Беркут».